# Ana Moser
Ana Beatriz Moser (* 14. August 1968 in Blumenau) ist eine ehemalige brasilianische Volleyballspielerin. Von Januar 2023 bis zum 6. September 2023 war sie parteilose Sportministerin im Kabinett von Luiz Inácio Lula da Silva.

## Leben
Moser nahm mit der brasilianischen Nationalmannschaft zwischen 1988 und 1996 dreimal an Olympischen Spielen teil, wobei sie 1996 die Bronzemedaille gewann. Außerdem wurde sie 1994 Vizeweltmeisterin und gewann mehrfach den World Grand Prix.
Moser spielte ausschließlich für brasilianische Vereine. Die Außenangreiferin gewann dabei mehrfach die nationale und die südamerikanische Klubmeisterschaft. 1991 und 1994 wurde sie außerdem Klub-Weltmeisterin.
Moser wurde bei verschiedenen nationalen und internationalen Wettbewerben vielfach individuell ausgezeichnet („Wertvollste Spielerin“ (MVP), „Beste Angreiferin“ etc.). 2009 wurde sie in die „Volleyball Hall of Fame“ aufgenommen.

## Ministerin
Anfang 2023 übernahm Moser das brasilianische Sportministerium. Dieses war zuvor unter der Regierung von Jair Bolsonaro zu einem Sekretariat innerhalb des Ministeriums für Bürgerschaft herabgestuft worden. Nach einer 4-jährigen Pause wurde es von der Lula-Regierung wieder als Ministerium eingeführt. Da der Bereich keinen Ministerialstatus mehr hatte, betrug der Vorschlag der vorherigen Regierung für das Budget 200 Millionen Real (ca. 38 Millionen Euro). Der Kongress erhöhte das Budget für 2023 auf 2 Milliarden Real (ca. 380 Millionen Euro).
Am 6. September 2023 wurde sie im Rahmen einer Ministerialreform, die durch die Ernennung von Ministern aus zusätzlichen Parteien der Stabilisierung der Regierung dienen soll, aus ihrem Amt entlassen. Ihr Nachfolger wurde am 13. September 2023 André Fufuca von der konservativen Partei Progressistas.